# تاتا نانو

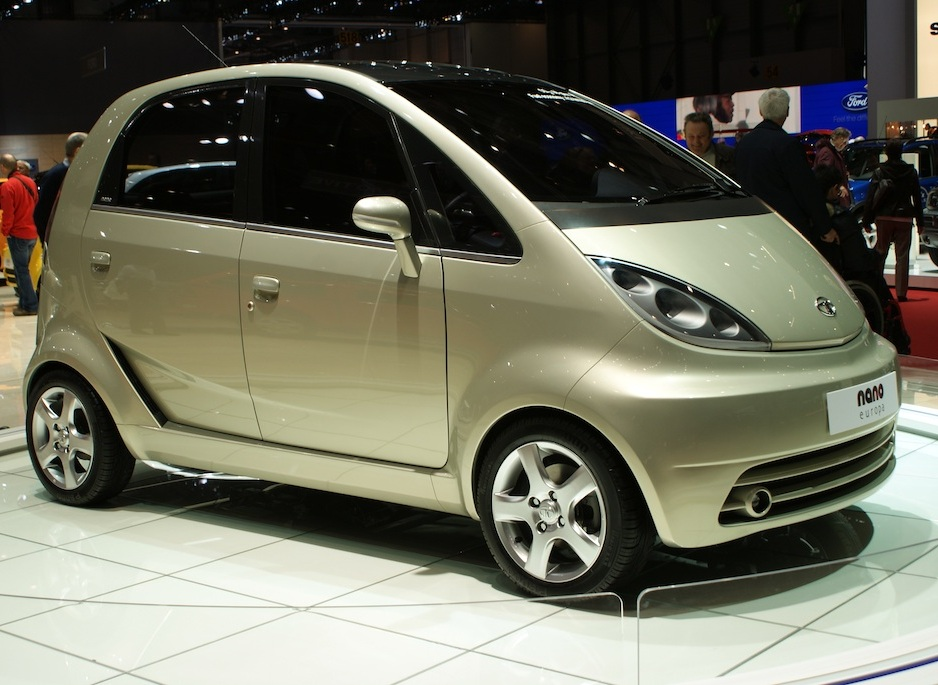
نانو اروپا، نسخه جدید نانو برای اروپا

تاتا نانو، یک خودروی شهری چهار سرنشینه است که توسط شرکت هندی تاتا موتورز و بیشتر برای بازار هند ساخته می‌شود. این خودرو بسیار کم مصرف است به گونه‌ای که در بزرگراه‌ها با یک لیتر ۲۶ کیلومتر و در داخل شهر با یک لیتر ۲۲ کیلومتر راه می‌پیماید. این خودرو برای نخستین بار در نهمین نمایشگاه خودروی پراگاتی میدان شهر دهلی نو هند در دهم ژانویه ۲۰۰۸ رونمایی شد.
فروش بازرگانی نانو از تاریخ ۲۳ مارس ۲۰۰۹ و فروش آن از ژوئیه ۲۰۰۹ آغاز گردید. بهای آغازین این خودرو در ژوئن ۲۰۰۹ حدود ۲۲۰۰ دلار آمریکا (۱۴۹۰ یورو) بود. به گزارش مجله ۲۰۰۸ نیوزویک، تاتا که تولید سده ۲۱ است نسبت به خودروهای دیگر کوچکتر، چابکتر و ارزانتر است.
نانو در زبان گجراتی یعنی زبان مدیران گروه تاتا به معنای کوچک است.

## فروش
۲۰۰۹–۲۰۱۰ ۳۰٬۰۰۰
۲۰۱۰–۲۰۱۱ ۷۰٬۴۳۲
2011–2012 74,527
2012–2013 53,848
2013–2014 21,129
2014–2015 16,903